# Gyrothyraceae
Gyrothyraceae là một họ rêu trong bộ Jungermanniales.